# Широке (Кам'янський район)
Широ́ке — село в Україні, у Верхівцівській міській територіальній громаді Кам'янського району Дніпропетровської області Населення за переписом 2001 року складало 431 особа.

## Географія
Село Широке знаходиться біля джерел Балки Широкої, на відстані 1 км від міста Верхівцеве та за 1,5 км від села Чубарівка. Річка в цьому місці пересихає, на ній зроблена загата. Поруч проходять автомобільна дорога Т 0429 і залізниця, станція Платформа 125 км за 1 км.

## Населення

### Мова
Розподіл населення за рідною мовою за даними перепису 2001 року:
| Мова            | Кількість | Відсоток |
| --------------- | --------- | -------- |
| українська      | 399       | 92.58%   |
| російська       | 20        | 4.64%    |
| білоруська      | 7         | 1.62%    |
| вірменська      | 3         | 0.70%    |
| інші/не вказали | 2         | 0.46%    |
| Усього          | 431       | 100%     |